# Печорін Григорій Олександрович
Григорій Олександрович Печорін — вигаданий персонаж, офіцер російської імператорської армії, головний герой романів «Герой нашого часу» і «Княгиня Ліговська», написаних Михайлом Юрієвичем Лермонтовим. Втілює в собі риси байронічного героя епохи романтизму і «зайвої людини», який не знайшов собі застосування.

## Біографія
Народився в Санкт-Петербурзі. Звільнившись від батьківської опіки, він відразу почав насолоджуватися всіма благами життя, але вони швидко йому набридли. Після цього він пішов в армію. Через певний час був засланий за дуель на Кавказ, в діючі війська. Саме цей період життя Печоріна зображений в романі. Він сподівався розвіяти нудьгу на полі бою, проте вже через місяць звик до свисту куль та близькості смерті.
У першому за хронологією розділі роману «Тамань» Печорін натрапляє на банду контрабандистів і порушує їх modus operandi. В цьому розділі йому спадає на думку те, що він приносить всім тільки нещастя. Після цього Печорін їде в Кисловодськ, де зустрічає свого знайомого, юнкера Грушницького, знайому Віру, яка закохана в нього, та княжну Мері.
За час свого перебування в Кисловодську та П'ятигорську Печорін закохує в себе княжну Мері та свариться з Грушницьким. Він вбиває Грушницького на дуелі та відмовляє княжні Мері. За підозрою в дуелі його знову засилають, цього разу у фортецю. Там він знайомиться з Максимом Максимовичем.
Печорін помандрував у Персію, а повертаючись звідти, передчасно помер, не досягши і 30 років.

## Печорін і Онєгін
Прізвище Печоріна, що повстає від назви річки Печори, має семантичну близькість з прізвищем Онєгіна. Печорін є природним продовжувачем Онєгіна, але Лермонтов йде далі: як р. Печора на північ від р. Онега, так і характер Печоріна більш індивідуалістичний, ніж характер Онєгіна.

## Образ Печоріна
Навіть досить коротка частина роману (йдеться про «Фаталіста») виявилась надзвичайно важливою для характеристики Григорія Печоріна та його місця в оточенні. Зовнішньо він веде той же нудний спосіб життя, що і гарнізонні офіцери в дальній провінції: грає в карти, залицяється від нудьги, бере вимушену участь в побутових і страшних подіях станиці. Але він надто відрізняється від оточення (за авторськими свідченнями) і розвиненою інтуїцією, і значною власною освітою, і відчайдушністю, сміливістю. Адже Печорін — єдиний з оточення напророкував смерть Вуличу, єдиний кинувся знешкоджувати козака-убивцю. Печорін повернувся в фортецю і розповів про події Максиму Максимовичу. Але замість аналізу подій і власних думок про долю почув розпити, а що таке доля та нудоту про невдалу азійську зброю. Штабскапітан не знав про це поняття, не мав і власного ставлення до нього, бо не любив метафізичних тем. Отже, Максим Максимович не мав доброї освіти і НЕ читав книжок, на відміну від Печоріна, котрий якраз мав і добру освіту, і широкі погляди, і цікавився не тільки метафізикою. Образ Печоріна — одне з художніх відкриттів Лермонтова. Печорін — особистість неординарна і спірна. Він може скаржитися на протяг, а через деякий час скакати з шашкою наголо на ворога. Образ Печоріна за словами Максима Максимовича: «Він був середнього зросту; стрункий, тонкий стан його й широкі плечі складали міцну статуру, здатну переносити всі труднощі кочового життя і зміни клімату, статуру, непереможену ні розпустою столичного життя, ні бурями душевними…»
Автор подав офіцера Григорія Печоріна тільки в побутових ситуаціях — на станції, у фортеці, на курорті. Але в короткому «Фаталісті» він постав ініціативним, ризикованим, швидким на рішення і їх реалізацію навіть в побуті, отже, таким же був офіцером і на війні. Він платить холодною ввічливістю і байдужістю доброму, але надто обмеженому Максиму Максимовичу, а хвалька Грушницького просто карає за незграбне, непотрібне акторство в реальному житті. Втручання Печоріна (особи неординарної і ексцентричної) в приватне життя людей із оточення зазвичай закінчується розчаруванням чи справжнім горем, бо він перебрав на себе роль ментора, залишивши пересічним особам ролі учнів і жертв. Його поведінка була би іншою за оцінками і корисною для суспільства, аби ця ініціатива була витрачена на творчість чи наукові дослідження.
Низку експериментів над власним, змарнованим на дрібниці життям і життям інших перериває лише рання смерть Печоріна.